# Partido Verde Escocês
O Partido Verde Escocês (em inglês: Scottish Green Party; em escocês gaélico: Pàrtaidh Uaine na h-Alba; em scots: Scots Green Pairty) é um partido político da Escócia.
Fundado em 1990, os verdes escoceses são um partido próprio, apesar, de cooperarem com o Partido Verde em eleições nacionais.
Ideologicamente, os verdes defendem a independência da Escócia e, além disso, defendem o sistema republicano, além de seguir políticas ecologistas e a integração europeia da Escócia.
Nos últimos anos, os verdes cresceram em apoio e membros, muito graças à mobilização de eleitores independentistas na sequência do referendo da independência da Escócia em 2014.

## Resultados eleitorais

### Eleições legislativas do Reino Unido
| Data | Líder                         | Cl.           | Votos         | %             | +/-           | Deputados     | +/-           | Status            |
| ---- | ----------------------------- | ------------- | ------------- | ------------- | ------------- | ------------- | ------------- | ----------------- |
| 1992 | Robin Harper                  | Não concorreu | Não concorreu | Não concorreu | Não concorreu | Não concorreu | Não concorreu | Não concorreu     |
| 1997 | Robin Harper                  | 11.º          | 1 721         | 0,1 / 100,0   |               | 0 / 72        |               | Extra-parlamentar |
| 2001 | Robin Harper                  | 6.º           | 4 551         | 0,2 / 100,0   | 0,1           | 0 / 72        | Estável       | Extra-parlamentar |
| 2005 | Robin Harper Shiona Baird     | 6.º           | 25 750        | 1,1 / 100,0   | 0,9           | 0 / 59        | Estável       | Extra-parlamentar |
| 2010 | Patrick Harvie Eleanor Scott  | 6.º           | 16 827        | 0,7 / 100,0   | 0,4           | 0 / 59        | Estável       | Extra-parlamentar |
| 2015 | Patrick Harvie Maggie Chapman | 6.º           | 39 205        | 1,3 / 100,0   | 0,6           | 0 / 59        | Estável       | Extra-parlamentar |
| 2017 | Patrick Harvie Maggie Chapman | 5.º           | 5 886         | 0,2 / 100,0   | 1,1           | 0 / 59        | Estável       | Extra-parlamentar |
| 2019 | Patrick Harvie Lorna Slater   | 5.º           | 28 122        | 1,0 / 100,0   | 0,8           | 0 / 59        | Estável       | Extra-parlamentar |

### Eleições regionais da Escócia
| Data | Líder                         | Distrito Eleitoral | Distrito Eleitoral | Distrito Eleitoral | Distrito Eleitoral | Regional | Regional | Regional    | Regional | Deputados | +/-     | Status   |
| Data | Líder                         | Cl.                | Votos              | %                  | +/-                | Cl.      | Votos    | %           | +/-      | Deputados | +/-     | Status   |
| ---- | ----------------------------- | ------------------ | ------------------ | ------------------ | ------------------ | -------- | -------- | ----------- | -------- | --------- | ------- | -------- |
| 1999 | Robin Harper                  |                    |                    |                    |                    | 5.º      | 84 024   | 3,6 / 100,0 |          | 1 / 129   |         | Oposição |
| 2003 | Robin Harper                  |                    |                    |                    |                    | 5.º      | 132 138  | 6,9 / 100,0 | 3,2      | 7 / 129   | 6       | Oposição |
| 2007 | Robin Harper Shiona Baird     | 6.º                | 2 971              | 0,2 / 100,0        |                    | 5.º      | 82 584   | 4,0 / 100,0 | 2,9      | 2 / 129   | 5       | Oposição |
| 2011 | Patrick Harvie Martha Wardrop |                    |                    |                    |                    | 5.º      | 87 060   | 4,4 / 100,0 | 0,4      | 2 / 129   | Estável | Oposição |
| 2016 | Patrick Harvie Maggie Chapman | 5.º                | 13 172             | 0,6 / 100,0        |                    | 4.º      | 150 426  | 6,6 / 100,0 | 2,2      | 6 / 129   | 4       | Oposição |
| 2021 | Patrick Harvie Lorna Slater   | 5.º                | 34 990             | 1,2 / 100,0        |                    | 4.º      | 220 324  | 8,1 / 100,0 | 1,5      | 8 / 129   | 2       | Governo  |

### Eleições europeias
| Data | Cl. | Votos   | %           | +/- | Deputados | +/-     |
| ---- | --- | ------- | ----------- | --- | --------- | ------- |
| 1994 | 5.º | 23 304  | 1,6 / 100,0 |     | 0 / 8     |         |
| 1999 | 5.º | 57 142  | 5,8 / 100,0 | 4,2 | 0 / 8     | Estável |
| 2004 | 5.º | 79 695  | 6,8 / 100,0 | 1,0 | 0 / 7     | Estável |
| 2009 | 5.º | 80 442  | 7,3 / 100,0 | 0,5 | 0 / 6     | Estável |
| 2014 | 5.º | 108 305 | 8,1 / 100,0 | 0,8 | 0 / 6     | Estável |
| 2019 | 6.º | 129 603 | 8,2 / 100,0 | 0,1 | 0 / 6     | Estável |